# 第三のイタリア
第三のイタリア（だいさんのイタリア、英: Third Italy サード・イタリー）は、イタリアにおいて中小企業や職人による伝統工芸が発達している各種都市や地域を指す概念。これらの都市や地域は、中世にさかのぼる伝統工業の歴史を持つことが多い。大資本による近代工業化が進んだイタリア北部の都市や、依然として農業に依存するイタリア南部の都市とは異なる産業構造・社会構造を強調するもので、ポスト・フォーディズムが論じられる中で着目された。
なお、「第三のイタリア」に該当する都市や地域には明確な定義はないが、イタリア中部地域のエミリア＝ロマーニャ州周辺を指すことが多い。

## 概略
南北に長いイタリアの北部は早くから工業化を成し遂げ、ミラノ、ジェノヴァ、トリノの3都市によるいわゆる鉄の三角形を筆頭に工業都市が数多く立地している。逆に、南部は現在でもなお工業が満足に発達しておらず、農業に依存した都市が多く、所得の面でも北部の都市に劣っている（いわゆる、イタリアにおける南北問題）。
イタリアには、こうした南北の都市とは違って大資本による近代工業や農業ではない職人による繊維、皮革、宝飾、家具、陶芸と言った伝統工業が発達した都市が数多く存在した。その点から、職人による伝統工業が発達した各種の都市を北部や南部の都市と区別する為に第三のイタリアと言う。
イタリアで、これほど中小企業が発展したのは、イタリアは短命な政権が多く、国や大企業主導の長期的な産業政策が実施できなかった点、国や大企業に信頼が置かれていないという点、イタリアでは1990年代に入るまで一部の民間の大企業以外は非効率な国有企業が多かった点などイタリア固有の事情が密接に関与している。
なお、近年では先端産業と伝統産業の融合をはかる動きも見られ、イタリア経済の新たな牽引役として注目を集めている。

## 第三のイタリアの特徴
第三のイタリアと称される地域や都市には以下のような特徴がある。
- 近代工業や農業とも違い、古くから職人による伝統工業が発達している。
- 地場産業が多い。
- 大規模資本を投入した産業ではなく、個人事業者が多い。
- 工場で生産されるような大量生産品ではない、手作り商品が多い。
- 職人の間のネットワークが極めて緊密であり、生産者の間の意思疎通が容易。
- 職人間のネットワークがあるゆえに市場の動向に極めて敏感。
- 市場の動向に対して鋭敏な対応が可能である。

## 補足
1970年代初頭のオイルショックの際にも、これらの地域では他の地域や国と比較して大きな打撃を免れた、高い経済成長率を維持したことから、新たな産業形態や工業形態を模索していた先進国や工業化を急ぐ発展途上国からの注目を集めた。
前述のように、こうした地域では地場産業や伝統工業を重視していることから、大企業主導の従来型の産業構造とは違う、自営業者が綿密なネットワークによって生産活動を行うという新たな産業形態の先駆的な実例として注目されている。

## 第三のイタリアに該当する都市
- ヴェネト州
  - ヴェネツィア
- ピエモンテ州
  - トリノ
- エミリア＝ロマーニャ州
  - ボローニャ
- トスカーナ州
  - フィレンツェ

などが挙げられる。
しかし、「第三のイタリア」に厳密な定義は存在せず、これらの都市以外にも北部のロンバルディア州やアドリア海に面したプッリャ州を含むこともある。